# Lya Isabel Fernández Olivares
Lya Isabel Fernández Olivares (* 24. Juli 2007) ist eine mexikanische Tennisspielerin.

## Karriere
Fernández Olivares begann mit fünf Jahren das Tennisspielen und bevorzugt Hartplätze. Sie gewann bisher einen Einzeltitel auf der ITF Women’s World Tennis Tour.
2022 erhielt sie eine Wildcard für die Qualifikation zum Hauptfeld im Dameneinzel der Guadalajara Open Akron, ihrem ersten Turnier der WTA Tour. Sie verlor dieses gegen Elina Awanessjan mit 1:6 und 3:6.

## Turniersiege

### Einzel
| Nr. | Datum         | Turnier | Kategorie | Belag     | Finalgegnerin | Ergebnis |
| --- | ------------- | ------- | --------- | --------- | ------------- | -------- |
| 1.  | 24. Juli 2022 | Cancún  | ITF W15   | Hartplatz | Sophia Biolay | 6:3, 6:2 |